# Telegraph Range
Telegraph Range är ett berg i Kanada.   Det ligger i provinsen British Columbia, i den centrala delen av landet, 3 500 km väster om huvudstaden Ottawa. Toppen på Telegraph Range är 1 371 meter över havet, eller 28 meter över den omgivande terrängen. Bredden vid basen är 0,77 km.
Terrängen runt Telegraph Range är huvudsakligen kuperad, men österut är den platt. Trakten runt Telegraph Range är nära nog obefolkad, med mindre än två invånare per kvadratkilometer.. Det finns inga samhällen i närheten. 
I omgivningarna runt Telegraph Range växer i huvudsak barrskog.